# Alessandro Bertolazzi
Alessandro Bertolazzi (Casanova Elvo, província de Vercelli, Piemont, 16 de febrer de 1958) és un maquillador italià de cinema. Als 14 anys es va traslladar amb la seva família a Reggio de l'Emília, on va assistir a l'institut d'art G. Chierici. Poc després de complir els seus anys, va començar la seva carrera teatral com a assistent escenògraf.
La seva passió pel teatre el va portar a treballar a Roma, on també va començar a dedicar-se al cinema. Es trasllada a Florència, on encara viu amb la seva dona Giovanna i el fill Lorenzo. Mentrestant col·labora amb molts directors de cinema italians, entre ells Dario Argento i Giuseppe Tornatore. La seva carrera va adoptar una dimensió internacional quan va començar a treballar en make-up i maquillatge FX per a les principals produccions cinematogràfiques primer a Londres i després als Estats Units.
Ha treballat en pel·lícules com Babel (2006), Biutiful (2010), J. Edgar (2011), To the Wonder (2012), Skyfall (2012), The Impossible (2012), Cors d'acer (2014) i Suicide Squad qua ha guanyat nombrosos premis i nominacions. Per Suicide Squad, ha guanyat el Oscar al millor maquillatge als Premis Oscar de 2016.

## Filmografia parcial
- La corsa dell'innocente, de Carlo Carlei (1992)
- La ribelle, de Aurelio Grimaldi (1993)
- Il testimone dello sposo, de Pupi Avati (1997)
- Viola bacia tutti, de Giovanni Veronesi (1998)
- Il fantasma dell'Opera, de Dario Argento (1998)
- Malèna, de Giuseppe Tornatore (2000)
- Concorrenza sleale, de Ettore Scola (2001)
- Heaven, de Tom Tykwer (2002)
- Ricordati di me, de Gabriele Muccino (2003)
- La setta dei dannati (The Order), de Brian Helgeland (2003)
- Che ne sarà di noi, de Giovanni Veronesi (2004)
- Evilenko, de David Grieco (2004)
- Ma quando arrivano le ragazze?, de Pupi Avati (2005)
- The Fine Art of Love: Mine Ha-Ha, de John Irvin (2005)
- Babel, de Alejandro González Iñárritu (2006)
- Io e Napoleone, de Paolo Virzì (2006)
- Gomorra, de Matteo Garrone (2008)
- Sanguepazzo, de Marco Tullio Giordana (2008)
- Il papà di Giovanna, de Pupi Avati (2008)
- L'uomo che ama, de Maria Sole Tognazzi (2008)
- Àngels i dimonis (Angels & Demons), de Ron Howard (2009)
- Baarìa, de Giuseppe Tornatore (2009)
- Biutiful, de Alejandro González Iñárritu (2010)
- Baciami ancora, de Gabriele Muccino (2010)
- Menja, resa, estima (Eat Pray Love), de Ryan Murphy (2010)
- La solitudine dei numeri primi, de Saverio Costanzo (2010)
- J. Edgar, de Clint Eastwood (2011)
- To Rome with Love, de Woody Allen (2012)
- To the Wonder, de Terrence Malick (2012)
- Venuto al mondo, de Sergio Castellitto (2012)
- Skyfall, de Sam Mendes (2012)
- The Impossible, de Juan Antonio Bayona (2012)
- Cors d'acer, de David Ayer (2014)
- Love & Mercy, de Bill Pohlad (2014)
- Suicide Squad, de David Ayer (2016)
- Bright, de David Ayer (2017)
- War Machine, de David Michôd (2017)
- Christophe Robin de Marc Forster (2018)
- Fast & Furious Presents: Hobbs & Shaw de David Leitch (2019)
- The King de David Michôd (2019)